# Symphyodon leiocarpus
Symphyodon leiocarpus là một loài rêu trong họ Daltoniaceae. Loài này được H. Akiy. & Tsubota mô tả khoa học đầu tiên năm 2009.